# کوری هیلده
کوری هیلده (انگلیسی: Korie Hlede؛ زادهٔ ۲۹ مارس ۱۹۷۵) بازیکن بسکتبال اهل کرواسی است.
وی در مسابقات کشوری و بین‌المللی در مجموع برندهٔ ۱ مدال طلا شده‌است.